# Crassula barbata
Crassula barbata är en fetbladsväxtart. Crassula barbata ingår i släktet krassulor, och familjen fetbladsväxter.

## Underarter
Arten delas in i följande underarter:
- C. b. barbata
- C. b. broomii